# 羊甫头站
羊甫头站是昆明地铁4号线的地铁车站，位于中华人民共和国云南省昆明市官渡区昆河铁路与云大西路交叉口，于2020年9月23日开通。

## 车站结构
羊甫头站位于昆河铁路与白龙路交叉口南侧，沿昆河铁路地下设置，呈南北走向，为地下两层岛式站台车站，车站长148米，车站地下一层为站厅层，地下二层为站台层，站台设置全高站台门。
| 地面              | 出入口 | A、B、D出入口                                                                                                   |
| 地下一层          | 站厅   | 客服中心、自动售票机、验票机                                                                                    |
| 地下二层          | 站台   | \| \| \| █ 4号线往金川路（朱家村） \| \| 島式 · 開左邊车门 \| \| \| \| \| \| █ 4号线往昆明南火车站（玉缘路） \| |
|                   |        | █ 4号线往金川路（朱家村）                                                                                       |
| 島式 · 開左邊车门 |        | |
|                   |        | █ 4号线往昆明南火车站（玉缘路）                                                                                 |

## 出入口
羊甫头站目前开放3个出入口，各出口及周围设施如下所示：
| 编号                  | 地点             | 建议前往的目的地                                         | 照片 |
| --------------------- | ---------------- | -------------------------------------------------------- | ---- |
| 出口 · A              | 云大西路、小普路 | 创业大厦、云南海归创业园、五谷寺                         |      |
| 出口 · B              | 小普路           |                                                          |      |
| 出口 · D · 升降机标志 | 云大西路         | 佳逸盛景小区、羊甫商业中心、云大知城、昆明锐意外国语中学 |      |
| 註： 設有             |                  |                                                          |      |

## 接驳交通

### 公交车
- 羊甫头地铁站：Z141路
- 小普路口(云大西路)：118路，140路，174路，238路，Z141路，Z58路

## 车站历史
本站建设时期工程名为云大西路站，开通前确定以羊甫头站作为车站正式名称。
- 2018年4月30日，车站主体结构封顶[2]。
- 2020年9月23日，车站随4号线通车开通[1]。